# Digitaria poggeana
Digitaria poggeana är en gräsart som beskrevs av Carl Christian Mez. Digitaria poggeana ingår i släktet fingerhirser, och familjen gräs. Inga underarter finns listade i Catalogue of Life.